# Coalition démocratique slovaque
Pour les articles homonymes, voir Coalition démocratique.
La Coalition démocratique slovaque (Slovenská demokratická koalícia, SDK) était une coalition politique, puis un parti politique slovaque ayant existé entre 1997 et 2002.

## Historique

### La coalition SDK

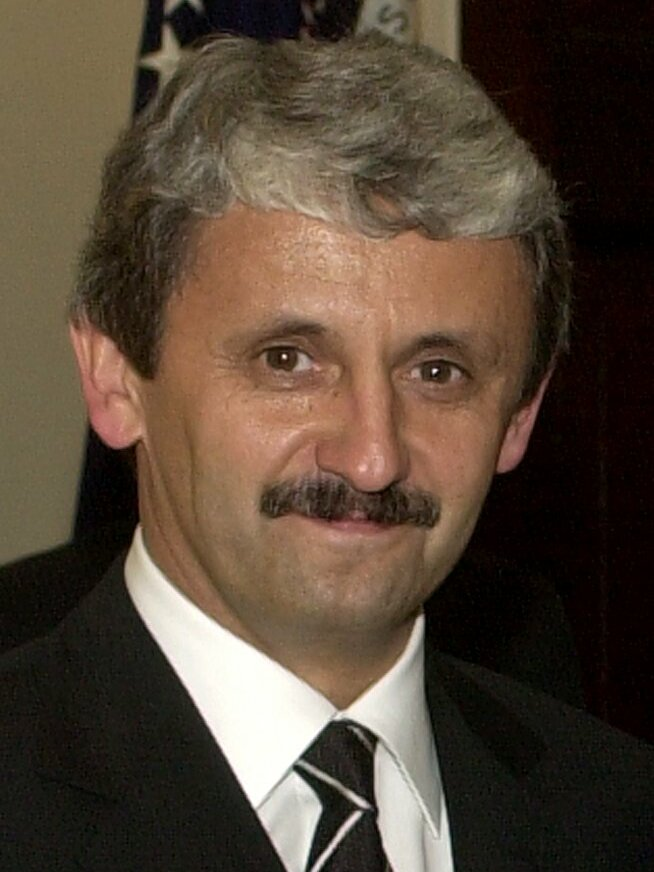
Mikuláš Dzurinda, porte-parole puis président de la SDK.

La Coalition démocratique slovaque a été créée le 3 juillet 1997, en tant que coalition politique, par la réunion de cinq partis d'opposition : l'Union démocratique (DÚ), d'Eduard Kukan, le Mouvement chrétien-démocrate (KDH), de Ján Čarnogurský, le Parti démocrate (DS) de Ján Langoš, le Parti social-démocrate slovaque (SDSS), de Jaroslav Volf, et le Parti Vert (SZ) de Zdenka Tóthová. L'ancien ministre des Travaux publics et membre du KDH, Mikuláš Dzurinda, est alors désigné porte-parole.
L'alliance ayant de grandes chances de remporter les élections législatives de septembre 1998, le gouvernement dirigé par Vladimír Mečiar, président du Mouvement pour une Slovaquie démocratique (HZDS), fait adopter par le Conseil national une loi empêchant les coalitions de présenter des candidats aux élections.

### Le parti SDK
En réponse à l'adoption de la « loi anti-coalition », la SDK s'est officiellement transformée en parti politique avec appartenance exclusive. En sont devenus membres les seuls cent cinquante candidats aux élections de septembre 1998, qui ont donc dû quitter leurs précédentes formations. Ceux-ci ont donc perdu une partie de la direction, à titre de mesure provisoire. Parmi eux figuraient les présidents de la DÚ, du DS et du SDSS. Lors de son congrès fondateur, organisé le 4 juillet 1998, la Coalition désigne son porte-parole, Mikuláš Dzurinda, à sa présidence.

### La SDK au gouvernement
Aux élections législatives des 25 et 26 septembre 1998, la SDK remporte 26,33 % des suffrages exprimés et 42 députés sur 150, un siège de moins que le HZDS, qui accuse un fort recul. Le parti forme alors une coalition gouvernementale avec le Parti de la gauche démocratique (SDĽ), le Parti de la coalition hongroise (SMK-MKP) et le Parti de l'entente civique (SOP). Dzurinda forme un nouveau gouvernement, qui reçoit le surnom de « gouvernement du changement », notamment du fait du slogan électoral de la SDK.
Le parti ne présente aucun candidat à l'élection présidentielle de l'année suivante, qui voit la victoire au second tour de Rudolf Schuster, président du SOP, sur Mečiar.

### La dissolution
En 2000, le président du gouvernement fonde l'Union démocrate et chrétienne slovaque (SDKÚ), qui regroupe une importante partie des cadres de la SDK. Dzurinda renonce en 2001 à présider le parti, quelques mois après avoir pris la tête de la SDKÚ. La Coalition démocratique slovaque prononce sa propre dissolution le 30 août 2002, un mois avant les élections législatives.